# Dormir, rêver, mourir : explorer la conscience avec le Dalaï-Lama
Dormir, rêver, mourir : explorer la conscience avec le Dalaï-Lama est un livre collectif mis en forme par Francisco Varela et paru en 1998, autour d'un dialogue de scientifiques avec le dalaï-lama. 

## Résumé
Dormir, rêver, mourir est un ouvrage qui rassemble les échanges entre le dalaï-lama et des scientifiques occidentaux renommés sur des points de rencontre entre le bouddhisme tibétain et les sciences contemporaines. Cette réunion a impliqué le philosophe Charles Taylor, la psychanalyste Joyce McDougall, la psychologue Jayne Gackenbach, l'anthropologue  Joan Halifax et le neurologue Jerome Engel.
Elles ont porté sur des aspects méconnus de la science occidentale concernant les états de l’esprit lors du sommeil, des rêves, et de la mort, domaines où, en revanche, le bouddhisme tibétain a acquis une connaissance remarquable,.

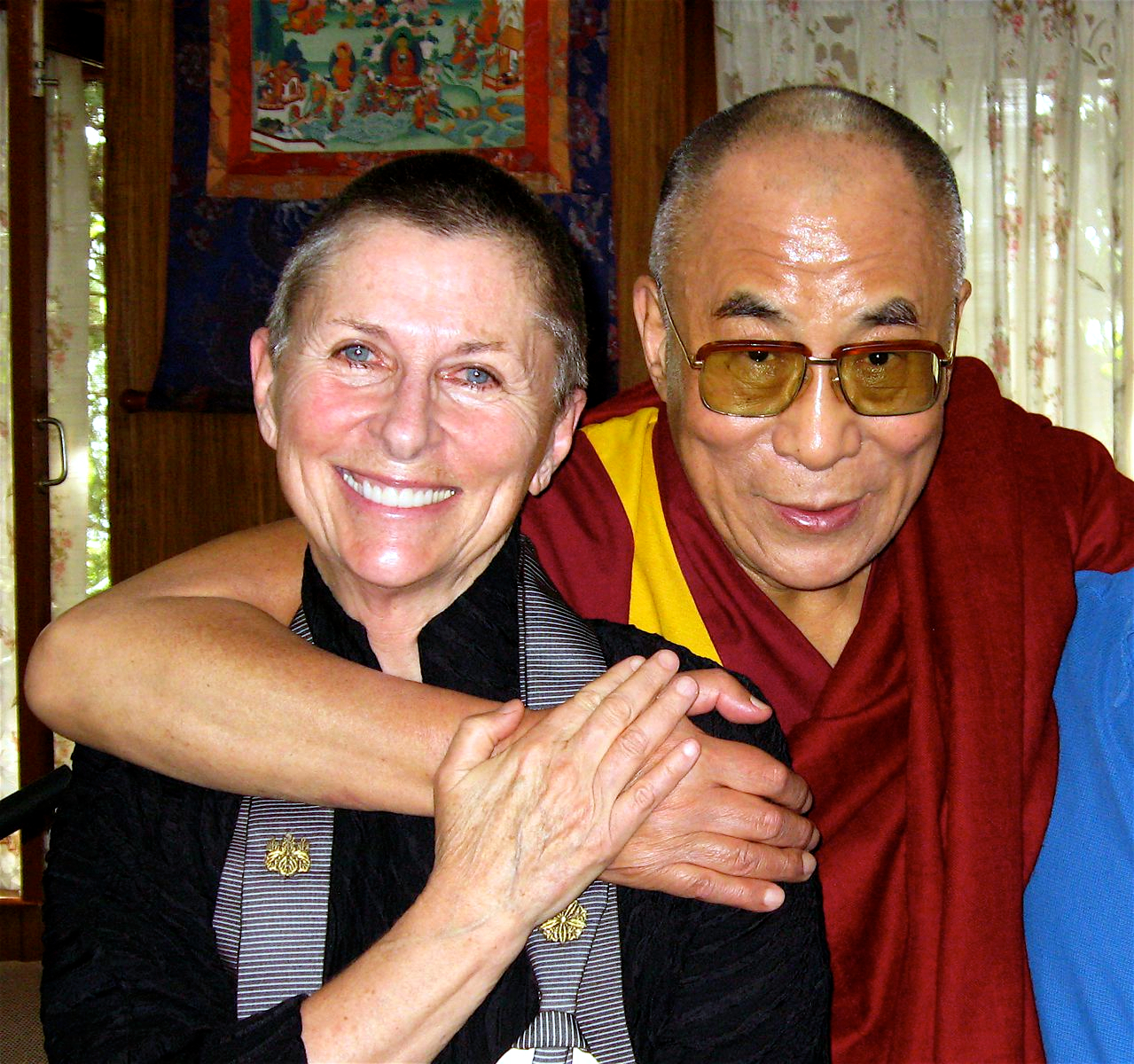
Joan Halifax avec le 14e dalaï-lama à la XIVe conférence du Mind and Life Institute de 2007, Dharamsala